# Óvulo

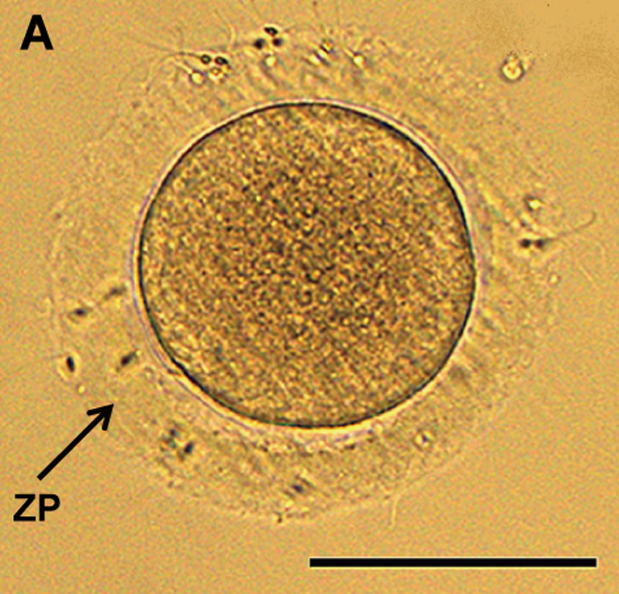
Óvulo animal con zona pelúcida ZP.

Los óvulos son las células sexuales o gametos femeninos maduros en los animales.
  Son células grandes, esféricas e inmóviles y contienen la mitad del número de cromosomas (haploide) que una célula somática.
  En la mujer desde la pubertad, y aproximadamente cada 28 días, madura un ovocito dentro de un folículo de un ovario, luego se extruye hacia el exterior transformándose en un óvulo, que habitualmente pasa a una de las trompas de Falopio.

## Historia
Los óvulos seguramente fueron descubrimientos de las décadas de 1660 y 1670. Luego, en 1673, en la Royal Society decidieron que
ni De Graaf (1641-1673),
ni Swammerdan (1637-1680),
ni Van Horne (1621-1670)
―los tres neerlandeses― habían sido los primeros en descubrir que las mujeres tenían óvulos.
Ese honor, dijeron, fue para el obispo danés Nicolás Steno (1638-1686).
Los óvulos fueron descritos en 1827 en Ovi mammalium et hominis genesi (‘sobre la génesis del óvulo de los mamíferos y de los seres humanos’), un folleto presentado en 1827 por el biólogo ruso Karl Ernst von Baer (1792-1876).

## En animales

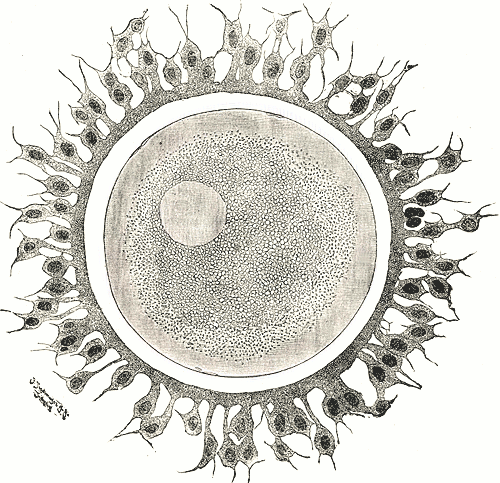
Dibujo de un óvulo humano y de las células de la corona radiada post ovulación. Anatomía de Gray (1911).

En los animales, el óvulo es la célula sexual femenina (gameto femenino), una célula madura con la mitad del número de cromosomas (haploide) y capaz de unirse en la fecundación con un espermatozoide, para formar un cigoto. La hembra cuando nace, lo hace con todos los óvulos que va a tener en su vida, y a partir de su nacimiento van a ir decreciendo en número.

### Folículo de Graaf
El óvulo maduro se encuentra flotando dentro de una estructura anatómica histológica de la zona cortical del ovario, llamada folículo de Graaf, que recibe también los nombres de folículo maduro, folículo antral tardío o folículo preovulatorio.

Entre todos los folículos antrales, los «dominantes» producirán ovocitos maduros listos para ovular en cada ciclo estral mamífero.

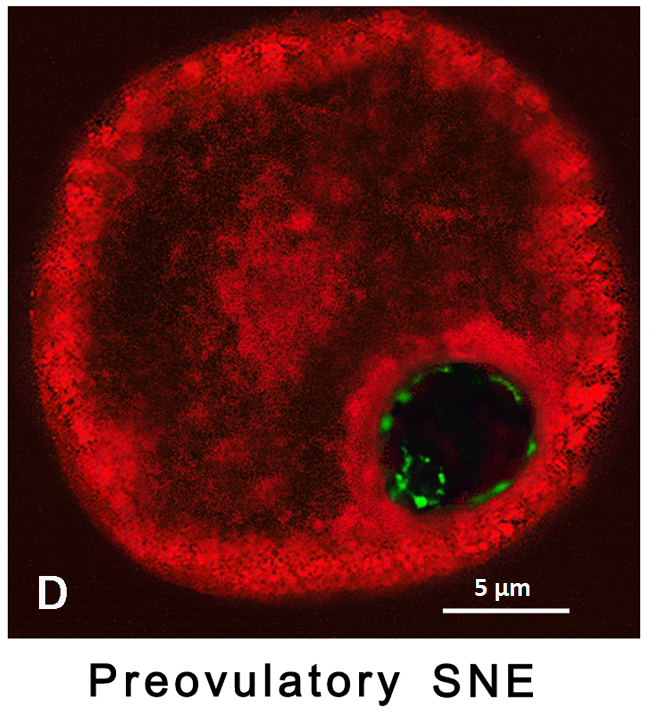
Ovocito preovulatorio en rojo. núcleo abajo con su membrana en verde.

#### Microarquitectura
Con el microscopio óptico se describieron las características clásicas del óvulo:
- gran tamaño comparado con cualquier célula somática, 150 micrómetros (µm) de diámetro en promedio.[6]
- un núcleo pequeño (y central)
- un citoplasma abundante y con reserva (de vitelo)
- membrana gruesa
- espacio perivitelino
- zona pelúcida /membrana vitelina
- corona radiata

#### Ultraestructura
Con el microscopio electrónico pudieron observarse detalles del óvulo:
- ovolema con microvellosidades
- cortical
- huso periférico
- zona pelúcida

| Especie | Folículo de Graaf                                    | Diámetro total                            | Ovocito solo | Zona pelúcida |
| Bovina  | 14,6 milímetros (mm)                                 | 190 micrómetros (μm)                      | 120 μm       | 17,8 μm       |
| Ovina   | -                                                    | 127,5 µm                                  | 104,4 μm     | 18,8 μm.      |
| Caprina | -                                                    | -                                         | 120 μm       | -             |
| Alpaca  | 7-12 milímetros (mm)                                 | 170 micrómetros (μm)                      | -            | -             |
| Humana  | 10-20 milímetros (mm) 10 000-20 000 micrómetros (μm) | 0,15 milímetros (mm) 150 micrómetros (μm) | -            | 11,6 μm       |

### Ploidia
Los óvulos son células haploides formadas en los ovarios por la subdivisión por meiosis de un ovocito primario en dos ovocitos secundarios, y estos en un óvulo y dos corpúsculos polares. Este proceso, llamado ovogénesis, en los mamíferos se manifiesta macroscópicamente a través del proceso periódico de la ovulación.
La primera de las dos divisiones meióticas —que reduce el número de cromosomas— se inicia durante el desarrollo embrionario y queda interrumpida durante la profase. Se reanuda a partir de la pubertad, cuando en cada ciclo madura un ovocito y el folículo que lo envuelve, completándose la primera división —que produce un ovocito secundario— e iniciándose la segunda. La segunda división meiótica —que genera el óvulo maduro— queda a su vez interrumpida, y no se completa hasta que no ocurre la fecundación. Luego de completar la meiosis de las ovogonias, además de un ovocito se habrán formado dos cuerpos polares, el primero siendo la «célula hermana» del ovocito secundario, y el segundo la célula hermana del óvulo.
Mientras los corpúsculos polares son pequeños, los óvulos son las células haploides más voluminosas del cuerpo humano. La membrana plasmática de un ovocito se llama ovolema y tiene un papel importante en el proceso de la fecundación.
Aproximadamente 400 de los ovocitos primarios originales maduran como óvulos, en el tiempo de vida de una mujer.
Entre 24 a 48 horas antes de la ovulación se da un pico de la hormona luteinizante que da inicio a la meiosis II y esta se vuelve a detener en el segundo arresto meiótico (metafase II) 3 horas antes de que se dé la ovulación.

## En plantas
En la ciencia que estudia las plantas, se llama Óvulo (botánica) a los primordios seminales, que son megasporangios, mientras que los gametos femeninos reciben el nombre de oosferas.